# Preghiera a san Giuseppe
La preghiera a San Giuseppe è una popolare preghiera della confessione cattolica rivolta a san Giuseppe, sposo della Beata Vergine Maria e padre putativo di Gesù.
Il testo dell'orazione a san Giuseppe, di origine ignota, fu allegato alla lettera enciclica Quamquam Pluries sulla devozione a san Giuseppe emanata da papa Leone XIII il 15 agosto 1889.

## Orazione a san Giuseppe
Per eam, quaesumus quae te cum immaculata Virgine Dei Genetrice coniunxit, caritatem, perque paternum, quo Puerum Iesum amplexus es, amorem, supplices deprecamur, ut ad hereditatem, quam Iesus Christus acquisivit Sanguine suo, benignus respicias, ac necessitatibus nostris tua virtute et ope succurras.

Tuere, o Custos providentissime divinae Familiae, Iesu Christi subolem electam; prohibe a nobis, amantissime Pater, omnem errorum ac corruptelarum luem; propitius nobis, sospitator noster fortissime, in hoc cum potestate tenebrarum certamine e caelo adesto; et sicut olim Puerum Iesum e summo eripuisti vitae discrimine, ita nunc Ecclesiam sanctam Dei ab hostilibus insidiis atque ab omni adversitate defende: nosque singulos perpetuo tege patrocinio, ut ad tui exemplar et ope tua suffulti, sancte vivere, pie emori, sempiternamque in caelis beatitudinem assequi possimus.

Amen.»

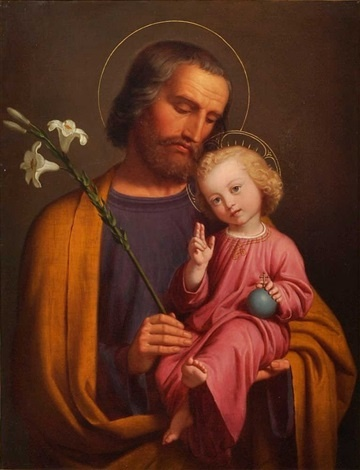
San Giuseppe con Gesù bambino, dipinto di Caspar Jele

Deh! Per quel sacro vincolo di carità, che ti strinse all’Immacolata Vergine Madre di Dio, e per l’amore paterno che portasti al fanciullo Gesù, guarda, te ne preghiamo, con occhio benigno la cara eredità che Gesù Cristo acquistò col suo sangue, e col tuo potere ed aiuto sovvieni ai nostri bisogni.

Proteggi, o provvido Custode della divina Famiglia, l’eletta prole di Gesù Cristo; allontana da noi, o Padre amantissimo, la peste di errori e di vizi che ammorba il mondo; assistici propizio dal cielo in questa lotta contro il potere delle tenebre, o nostro fortissimo protettore; e come un tempo salvasti dalla morte la minacciata vita del pargoletto Gesù, così ora difendi la santa Chiesa di Dio dalle ostili insidie e da ogni avversità; e stendi ognora sopra ciascuno di noi il tuo patrocinio, affinché sul tuo esempio, e mercè il tuo soccorso, possiamo vivere virtuosamente, piamente morire, e conseguire l’eterna beatitudine in cielo.

Così sia.»
(Papa Leone XIII, Lettera Enciclica Quamquam Pluries sulla devozione a san Giuseppe, 15 agosto 1889)

## Prescrizioni

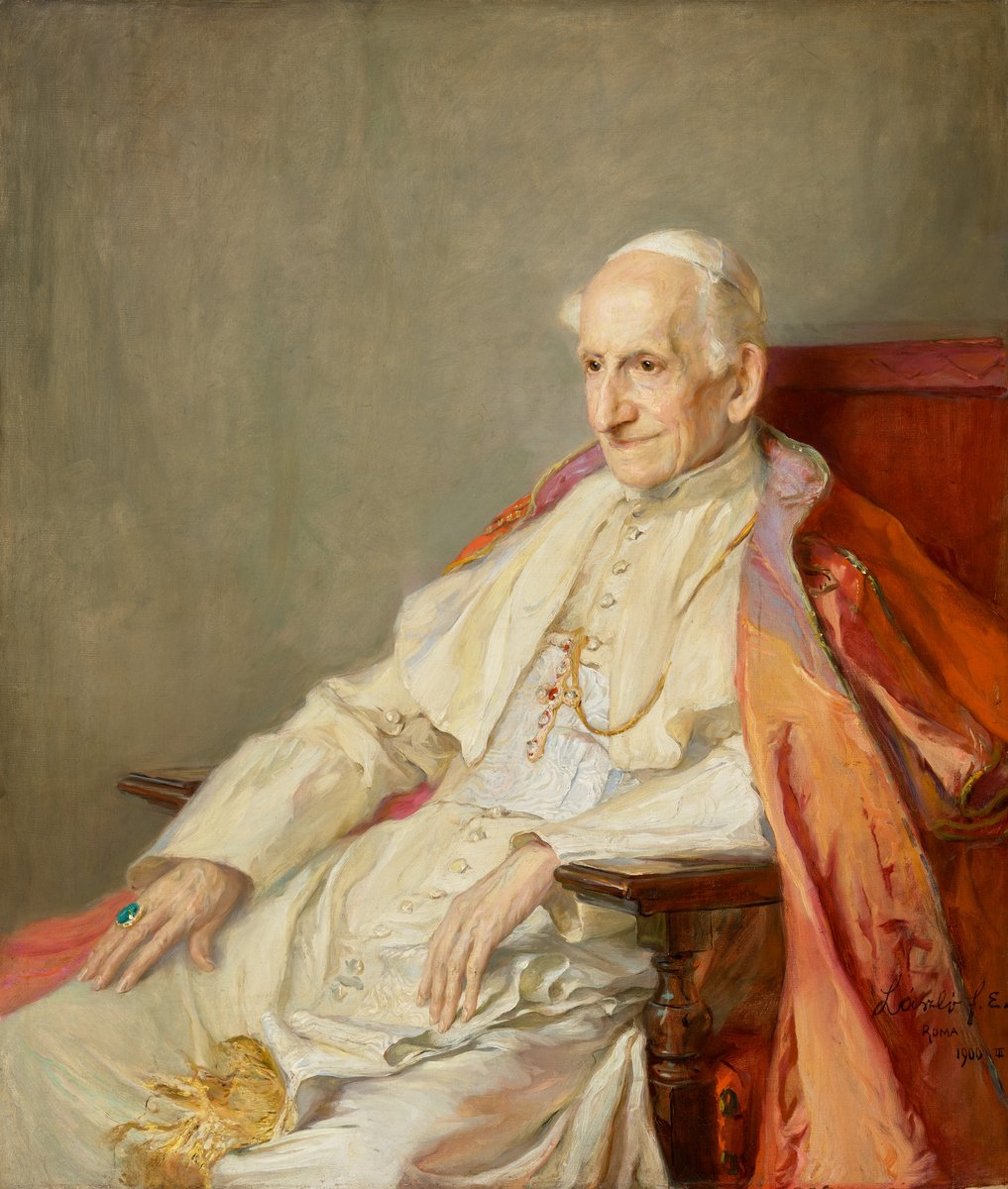
Ritratto di papa Leone XIII di Philip de László, 1900

Nell'enciclica il pontefice espose tutta la dottrina cattolica su san Giuseppe e ricordò le ragioni per cui si era reso degno di essere proclamato patrono di tutta la Chiesa e additato a modello e avvocato di tutte le famiglie cristiane.
Leone XIII prescrisse che tale speciale preghiera, arricchita da indulgenze, si recitasse a san Giuseppe a conclusione del Rosario durante il mese di ottobre.
(Papa Leone XIII, Lettera Enciclica Quamquam Pluries sulla devozione a san Giuseppe, 15 agosto 1889)